# Alebroides flavifrons
Alebroides flavifrons är en insektsart som beskrevs av Matsumura 1931. Alebroides flavifrons ingår i släktet Alebroides och familjen dvärgstritar. Inga underarter finns listade i Catalogue of Life.